# Episodul 5 (Twin Peaks)
Episodul 5, cunoscut și sub denumirea de „Cooper's Dreams”, este al șaselea episod din primului sezon al serialului de televiziune american Twin Peaks. Acesta a fost regizat de Lesli Linka Glatter⁠(d) în baza unui scenariu redactat de Mark Frost⁠(d). În rolurile principale apar Kyle MacLachlan, Michael Ontkean și Richard Beymer, iar Chris Mulkey și David Patrick Kelly⁠(d) sunt în roluri secundare.
Glatter a menționat că episodul exemplifică temele de nostalgie și dorință pe care ea le consideră inerente serialului; de asemenea, a atras atenția asupra echilibrului dintre elementele tragice și comice ale episodului. Scenele exterioare au fost turnate în Pădurea națională Angeles⁠(d) din California și amestecate cu cadre filmate în Washington pentru a intensifica decorul.
Agentul FBI Dale Cooper (MacLachlan) și șeriful local Harry Truman (Ontkean) continuă să investigheze uciderea lui Palmer în micul oraș de munte, în timp ce omul de afaceri Benjamin Horne (Beymer) plănuiește să  incendieze fabrica de cherestea pentru a-și extinde afacerile. Episodul a fost difuzat pe 10 mai 1990, fiind vizionat de aproximativ 18% din publicul disponibil în perioada transmisiunii. A primit recenzii pozitive din partea criticilor.

## Intriga

### Context
Micul oraș Twin Peaks, Washington, este șocat de uciderea liceenei Laura Palmer (Sheryl Lee) și de tentativa de omor asupra colegei sale Ronette Pulaski (Phoebe Augustine⁠(d)). Agentul special FBI Dale Cooper (Kyle MacLachlan) sosește în oraș pentru a investiga cazul, iar primii suspecți sunt iubitul lui Palmer, Bobby Briggs (Dana Ashbrook⁠(d)), și iubitul secret al acesteia, James Hurley (James Marshall )⁠(d). Totuși, ceilalți locuitori ai orașului îl bănuiesc pe traficantul de droguri Leo Johnson (Eric Da Re⁠(d)), în special soția sa Shelly (Mädchen Amick⁠(d)), care a descoperit o cămașă pătată de sânge printre bunurile sale.

### Evenimente
Cooper este trezit devreme de zgomotul puternic cauzat de o petrecere organizată în Great Northern Hotel. Acesta se întâlnește cu șeriful Truman, în timp ce Jerry Horne (David Patrick Kelly⁠(d)) se întâlnește cu fratele său Benjamin (Richard Beymer) pentru a discuta despre noii investitori islandezi. Leland Palmer (Ray Wise) sosește dezorientat la locul său de muncă, dorind să își reia activitatea, însă este trimis acasă. Cooper, Truman și doctorul Hayward (Warren Frost) discută despre cămașa însângerată a lui Johnson, dar află că sângele nu este al Laurei, ci al traficantului de droguri Jacques Renault.
Soția lui Johnson, Shelly, ia micul dejun împreună cu iubitul ei Bobby Briggs. Când adjunctul Andy Brennan (Harry Goaz⁠(d)) sosește pentru a discuta cu Johnson, Briggs se ascunde, iar Shelly încearcă să-și implice soțul în moartea Laurei și în dispariția lui Renault. Între timp, Ed Hurley (Everett McGill⁠(d)) și Norma Jennings (Peggy Lipton) se întâlnesc pentru a discuta despre partenerii lor de viață. Soțul lui Jennings, Hank (Chris Mulkey), a fost eliberat din închisoare, iar starea psihică a soției lui Hurney este din ce în ce mai proastă. în următoarea scenă,  Audrey Horne (Sherilyn Fenn) susține un interviu pentru o slujbă la magazinul universal al tatălui său și îl șantajează pe intervievator cu scopul de a obține un post la ghișeul de parfumuri - unde Laura și Ronette Pulaski lucrau înainte de dispariția lor.
Madeline Ferguson (Lee) se întâlnește cu James Hurley și Donna Hayward (Lara Flynn Boyle) la RR Diner. Aceștia discută despre moartea Laurei; Hurley și Hayward sunt convinși că tânăra a ascuns un jurnal în casa sași îi cer lui Ferguson, care locuiește acolo, să-l caute. Între timp, cu ajutorul unei fotografii descoperite în casa lui Renault și indiciile din visul lui Cooper, anchetatorii găsesc în pădure o cabană din bușteni despre care cred că este locul crimei; pe podea, Cooper descoperă un fragment dintr-o fisă a cazionului One Eyed Jacks, care se potrivește cu bucata găsită în stomacul Laurei. Tot acolo, Truman îl găsește pe Waldo, pasărea care i-a provocat rănile tinerei.
În aceeași după-amiază, Bobby participă la o terapie familială cu doctorul Jacoby (Russ Tamblyn), psihiatrul orașului. Inițial, Bobby refuză să interacționeze cu doctorul, însă după ce este izolat de părinții săi, acesta mărturisește că Laura i-a spus că vrea să moară – și că l-a constrâns să facă trafic de droguri pentru a avea acces mai ușor la acestea.
În cadrul unei petreceri organizate la hotel cu ocazia sosirii noilor investitori, Benjamin și Catherine Martell (Piper Laurie⁠(d)) discută în taină despre planul lor de a incendia fabrica orașului și apoi achiziționa terenul la un preț de nimic, fără să știe însă că Audrey îi spionează. Leland începe să plângă în hohote la auzul unei melodii, iar Martell îl scoate din încăpere. Între timp, o Shelly înarmată își așteaptă soțul să revină de la muncă. Odată ajuns acasă, aceasta este împușcat.
Întors în camera hotelului său, agentul Cooper suspectează că cineva este în camera sa. Își pregătește pistolul și îi cere celui prezent să deschidă lumina. Audrey Horne stă dezbrăcată în patul său și îl roagă să îi permită să rămână peste noapte.